# Obizzo II. d’Este

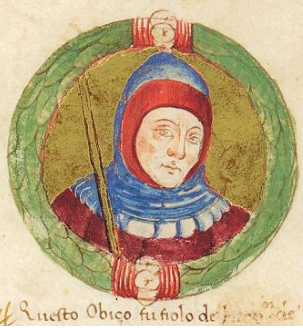
Obizzo II. d’Este

Obizzo II. d’Este (* um 1247; † 13. Februar 1293) war ab 1264 Signore von Ferrara, ab 1288 von Modena und ab 1289 von Reggio nell’Emilia. Mit ihm endete die kommunale Epoche in Ferrara, zugleich legte er den Grund für den Aufstieg der Este, die die Stadt bis 1597 beherrschten.

## Leben
Obizzo war ein illegitimer Sohn Rinaldos I. d’Este, des einzigen Sohns des Markgrafen Azzo VII., und einer neapolitanischen Wäscherin. Seine Mutter musste zusammen mit ihm kurz nach seiner Geburt Ferrara verlassen und nach Ravenna gehen. 
1251 änderte sich für Obizzo die Situation, als Rinaldo, ein Gegner Kaiser Friedrichs II. seit 1238, zusammen mit seiner Frau Adelaide da Romano vergiftet wurde. Da nun Obizzo der einzige Nachkomme Azzos war, setzte sich der Großvater für seine Anerkennung ein. Papst Innozenz IV. legitimierte ihn 1252, kurz nachdem seine Mutter ertränkt worden war. 1263 heiratete er Giacomina († Dezember 1287). Sie war eine Tochter des Niccolò Fieschi di Lavagna und Nichte des Papstes. Nach 1263 brachte sie als ersten Sohn den späteren Azzo VIII. zur Welt († 31. Januar 1308), weitere vier Kinder folgten. Ihre Tochter Beatrice heiratete in zweiter Ehe am 24. Juni 1300 Galeazzo I. Visconti, den Signore von Mailand. Die zweite Tochter Maddalena wurde erst mit Aldobrandino Turchi aus Ferrara verheiratet, dann mit Raniero di Canossa. Der zweite Sohn Francesco starb 1312 im Krieg, der einzige überlebende Sohn war Aldobrandino II. († 1326).
Am 7. Februar 1264 wurde Obizzo als Guelfe zum Signore von Ferrara ernannt und trat unter der Akklamation des „Volkes“ die Herrschaft an. Mit ihm endete die kommunale Ära in der Stadt. Er hatte die Stadt dem Ghibellinen Salinguerra entrissen, wechselte jedoch, je nach Bedarf, die Seite. Die Este bauten in den nächsten drei Jahrhunderten Ferrara zu einer der führenden Wirtschaftsmächte und zum Kultur- und Kunstzentrum aus. 1288 wurde er auch als Signore in die ghibellinische Stadt Modena und im folgenden Jahr auch in Reggio berufen. Auch zwei Anschläge in den Jahren 1273 und 1288 konnten ihn nicht aufhalten. 
Der seit 1287 verwitwete Obizzo heiratete 1289 Costanza († 1306), eine Tochter des Alberto I. della Scala, des Signore von Verona. Allerdings blieb diese Ehe kinderlos. Bei einem Turnier verlor er ein Auge. Vielleicht wurde er von seinem Sohn Azzo VIII. getötet, ohne dass ein Nachfolger bestimmt worden war.

## Nachfolge und Erbteilung
Seine Brüder Aldobrandino und Francesco kämpften um die Nachfolge, einigten sich aber schließlich darauf, Azzo die Herrschaft über Ferrara, Aldobrandino über Modena und Francesco über Reggio zu überlassen. Dabei beriefen sie sich auf langobardisches Recht, das die Erbteilung vorsah. 

## Rezeption
Dante sah ihn in seinem Inferno zusammen mit anderen Tyrannen im Fluss des Blutes kochen.